# 哈里·凯维尔
哈羅德·「哈里」·科威爾（Harold "Harry" Kewell，1978年9月22日—）出生於澳洲雪梨郊區的史密斯菲爾德，已退役澳洲職業足球員，司職前鋒或左中場，哈里·凯维尔的妻子是英國女演員謝麗默菲，現時育有4名兒女。

## 球員生涯
基維爾在新南威爾斯足球訓練學校接受基本足球訓練，16歲那年獲英格蘭球會列斯聯邀請試腳後加盟，1996年3月30日在主場0-1負於米杜士堡作處子演出，當時年僅17歲。直到翌年10月英格兰联赛杯3-1擊敗史篤城才打入第一個入球。
基維爾在1996年4月首次代表澳洲，結果0-3負於智利。翌年獲選在世界盃外圍賽附加賽對伊朗競逐1998年法國世界盃的入場券，首場作客德黑蘭在120,000狂熱主場球迷面前射入其國家隊生涯的首個入球以1-0領先，及後伊朗追成1-1平手。次回合在墨爾本舉行，有破紀錄的85,000觀眾入場打氣，基維爾再次射入第一球，澳洲稍後更擴大優勢至2-0，但伊朗絕地反擊成功，追平2-2，並憑作客入球優惠獲得進軍法國的資格。
基維爾司職左中場及後上攻擊，成為列斯聯陣中眾多明日之星之一，與同鄉維杜卡組成前鋒攻擊組合。2001年與一眾球員努力下打入歐聯四強，可惜不敵西班牙的華倫西亞無緣晉級決賽。2002/03年球會財赤浮現，只有出售陣內球星償還債項，基維爾及維杜卡在前線的入球只能暫時保留列斯聯的英超席位。
2003/04年季初基維爾在充滿爭議中成功轉會利物浦，據報因覺得曼联正從高點下滑而拒絕加盟，由於基維爾只餘下一年合約，按博斯曼法案財政緊迫的列斯聯必需儘早賣出基維爾才免一無所有，有消息指利物浦付出500萬英鎊轉會費中的200萬英鎊進了基維爾的經理人口袋以確保基維爾的加盟，為此基維爾於2005年控告誹謗，但陪審團未能達成一致裁決，最終雙方庭外和解。在利物浦，基維爾希望穿上象徵利物浦傳奇的7號球衣，該球衣是捷克國腳史米沙所有，但史米沙仍願意割愛，改穿11號球衣。
2005年5月基維爾繼利物浦前輩（Craig Johnston）之後成為第二位獲得歐聯冠軍的澳洲球員，賓尼迪斯兵行險著，在決賽選用攻擊性較強的基維爾取代夏文出任正選，希望能打亂AC米蘭的部署，但如意算盤敲不嚮，基維爾在上半場早段即因鼠蹊肌肉扭傷，在利物浦球迷的噓聲中被換出場。自2004年10月開始基維爾即因連串傷患而缺陣，利物浦的球迷認為基維爾缺乏應有的鬥心。
2005年11月基維爾帶領澳洲擊敗烏拉圭，32年來首次晉級世界盃決賽周。2005/06年基維爾在利物浦持續有好表現，逐漸贏回利物浦球迷的信心。
另外，在利物浦近兩年國內外的盃賽決賽，包括:2005年聯賽盃決賽，2005年歐洲聯賽冠軍盃決賽及2006年足總盃決賽。基維爾在這三項盃賽決賽賽事中，全部在進行比賽中傷出。基維爾曾經按受訪問說希望能夠參與一場90分鐘的決賽，基維爾這個倒霉現象可算是少之有少。
2008年基維爾拒絕利物浦減薪才續約的要求，於季後約滿離隊。7月4日以自由身加盟土耳其加拉塔沙雷，簽約3年，穿上99號球衣。
2011年加盟A-League球會墨爾本勝利，至2012年球季結束。2013年4月他以自由身加盟卡塔爾球會艾加拉法，合約期至該球季結束。随后他加入A-League球队墨尔本雄心。
2014年3月26日，基維爾宣佈將於下月澳職球季結束後掛靴，結束18年職業生涯。

## 執教生涯
2023年12月31日，横滨水手宣布基維爾担任球队主教练。

## 生涯榮譽

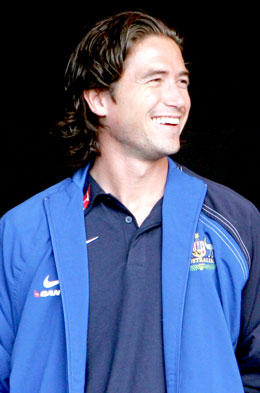
基維爾在2007年亞洲盃足球賽頒獎台

列斯聯
- 足总青年杯 冠軍：1996/97年

利物浦
- 歐洲聯賽冠軍盃 冠軍：2004/05年
- 英格兰联赛杯 亞軍：2004/05年
- 世界冠軍球會盃 亞軍：2004/05年
- 英格蘭足總杯冠軍：2005/06年

澳大利亞
- 洲際國家盃 亞軍：1997年
- 亞洲盃亞軍: 2011年

## 病況
據《澳洲每日電訊》報道，基維爾早於2002年已患上名為「自體免疫性肝炎」的怪病，其潛在的破壞性能夠摧毀人的肝細胞，從而製造生命危險；這種病無法徹底治癒，只能用醫療手段加以控制。消息已由澳洲隊醫證實。

## 外部連結
- FootballDatabase provides Harry Kewell's profile and stats（页面存档备份，存于）
- Quick Profile at a2bworldcup.com
- Statistics at soccerbase.com
- Profile at 4thegame.com
- Photos and stats（页面存档备份，存于） at sporting heroes.net
- Profile[] at premierleague.com
- 哈里·凯维尔 – FIFA國際賽競賽紀錄 (存檔)
- 哈里·凯维尔在National-Football-Teams.com的資料
- 足球数据库：Harry Kewell的球员统计数据
- Harry Kewell在互联网电影资料库（IMDb）上的資料（英文）

| 前任：        | 大洋洲足球先生 1999年 | 繼任： 維杜卡 |
| 前任： 維杜卡 | 大洋洲足球先生 2001年 | 繼任： 艾馬頓 |
| 前任： 艾馬頓 | 大洋洲足球先生 2003年 | 繼任： 卡希爾 |